# La bomba
Pour les articles homonymes, voir La bomba (homonymie).
Albums de Ricky Martin
La copa de la vida
(1998) Perdido sin ti
(1998)
Clip vidéo
[vidéo] « La bomba », sur YouTube
La bomba est une chanson du chanteur portoricain Ricky Martin extraite de son quatrième album studio, Vuelve, paru en février 1998.
Quelques mois après la sortie de l'album, la chanson a été publiée en single.
La chanson a atteint la 27e place en Australie, la 31e place en Suède, la 45e place en France et la 90e place en Allemagne.